# Convair XF-92
Convair XF-92 – pierwszy amerykański samolot odrzutowy ze skrzydłami typu delta, jak również pierwszy na świecie samolot z tego typu skrzydłami, który pomyślnie przeszedł etap prób. Maszyna została zaprojektowana w wytwórni Convair przy wydatnej pomocy niemieckiego konstruktora Alexandra Lippischa.

## Historia

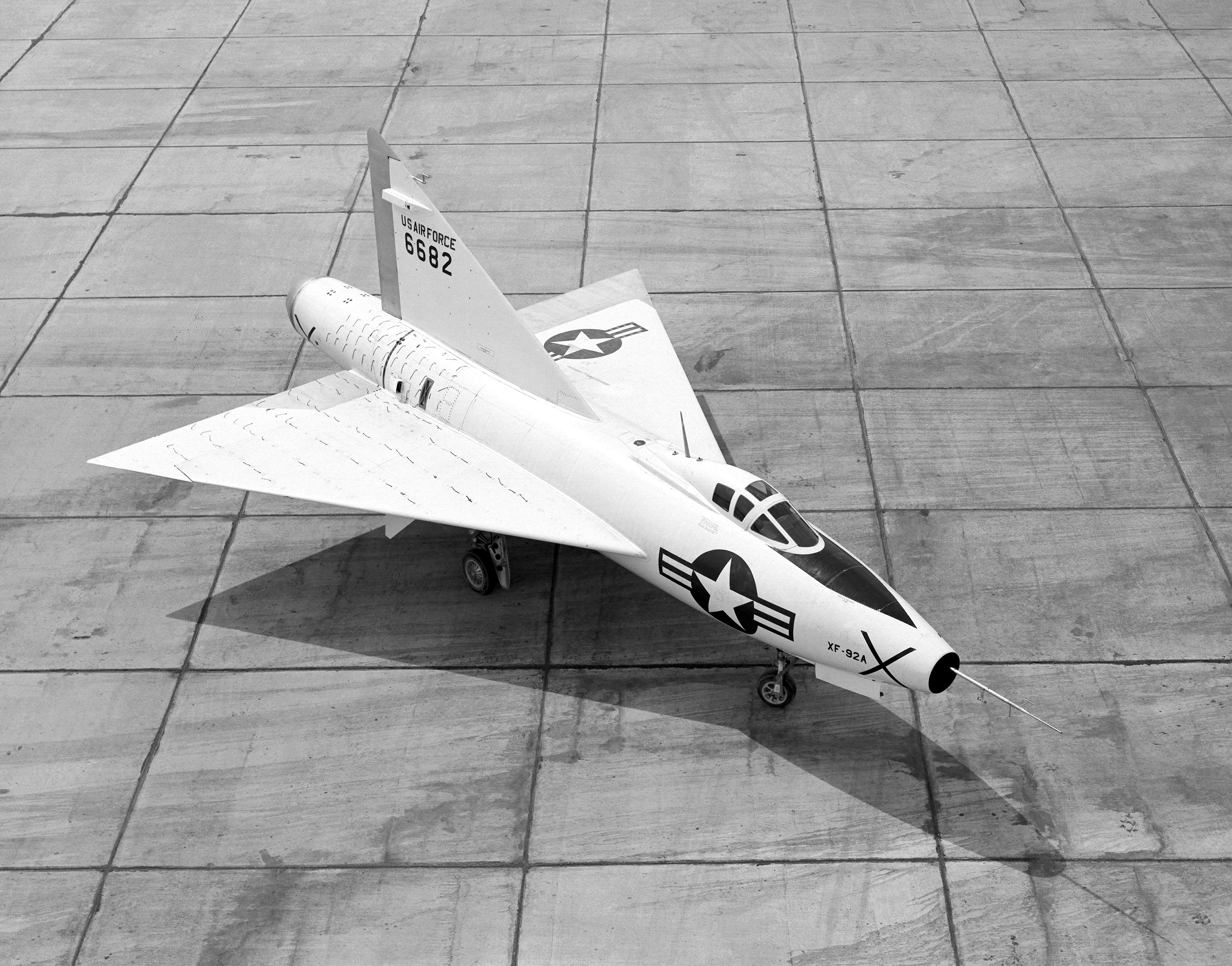
Convair XF-92

Po zakończeniu II wojny światowej w ręce aliantów wpadły plany i prototypy hitlerowskiego uzbrojenia, co ważniejsze, obok dokumentów i sprzętu schwytani zostali również niemieccy inżynierowie biorący udział w pracach konstrukcyjnych. W ramach operacji Paperclip przewieziono do Stanów Zjednoczonych wielu wybitnych naukowców, wśród nich znajdował się Alexander Lippisch. Niemiec zajmował się zagadnieniami dotyczącymi konstrukcji samolotów bezogonowych, swoje doświadczenie zdobywał, budując bezogonowe szybowce. Podczas wojny prowadził prace nad samolotami myśliwskimi z napędem odrzutowym mającymi osiągać prędkości naddźwiękowe, rezultatem jego prac był wniosek, że płatem umożliwiającym osiąganie takich prędkości będzie skrzydło typu delta. Lippisch zbudował płatowiec o takiej konstrukcji, którego dalszy rozwój przerwało zakończenie wojny. W 1945 roku United States Army Air Forces zaproponowało wybudowanie szybkiego samolotu myśliwskiego, zdolnego do osiągania prędkości rzędu 1100 km/h i osiągającego pułap operacyjny 15 000 metrów w cztery minuty. Firmą, która wygrała konkurs na zaprojektowanie takiej maszyny, oznaczonej jako F-92 została Consolidated Vultee (Convair). Samolotem, który miał spełnić oczekiwane założenia był projekt oznaczony jako MX-813, była to maszyna ze skrzydłami o bardzo dużym, 45° skosie, jednak badania prowadzone w tunelu aerodynamicznym unaoczniły sporo problemów, jakie stwarzała nowa konstrukcja. W zaistniałej sytuacji Convair do współpracy nad nową maszyną zaprosił Alexandra Lippischa, który zaproponował zastosowanie skrzydeł typu delta w bezogonowym samolocie. Wytwórnia przystosowała projekt naukowca do nowego silnika turboodrzutowego Westinghouse J30 wspomaganego sześcioma silnikami rakietowymi na paliwo płynne. Taki samolot z racji swojego niewielkiego zasięgu nadawał się do wypełniania podobnych misji co Messerschmitt Me 163, bezpośredniej obrony celów potencjalnego ataku bombowego. Model samolotu oznaczonego jako XP-92 (litera P oznaczała pursuit/pościg, samolot przechwytujący) został zaprezentowany siłom powietrznym w 1946 roku. Po zaakceptowaniu projektu wytwórnia przystąpiła do budowy mniejszego modelu konstrukcji oznaczonej jako Model 7002. Miał on posłużyć do zbadania zachowania się skrzydła delta przy lotach z różnymi prędkościami poddźwiękowymi. W celu przyspieszenia prac i obniżenia kosztów produkcji Model 7002 został zbudowany z wykorzystaniem wielu istniejących już elementów z samolotów Bell P-63 Kingcobra, Lockheed F-80 Shooting Star, Consolidated Vultee XP-81, Vultee BT-13 Valiant. W 1948 zmieniono oznaczenia docelowego samolotu na XF-92 zastępując literę P literą F jak fighter/myśliwiec. W tym samym roku „składak” był już gotowy do odbycia swojego pierwszego lotu, lecz cały projekt jako nieperspektywiczny został anulowany. Pomimo tego zdecydowano się kontynuować badania, zmieniając oznaczenie Modelu 7002 na XF-92A. Maszyna w kwietniu 1948 roku trafiła do obecnej bazy Edwards Air Force Base. W swój pierwszy lot wystartowała 18 września 1948 roku (parę miesięcy wcześniej, 6 czerwca samolot wykonał „skok”, unosząc się na chwilę w powietrze podczas prób kołowania na pasie startowym). Za sterami samolotu zasiadł pilot testowy wytwórni Ellis D. „Sam” Shannon. 14 maja 1949 roku samolot został przekazany w ręce US Air Force do dalszych badań. Wśród pilotów latających za sterami XF-92A byli między innymi Chuck Yeager i Albert Scott Crossfield. 14 października 1953 roku samolot uległ wypadkowi i już więcej nie wzbił się w powietrze. Zdobyte przez firmę Convair doświadczenia zostały wykorzystane przy projektowaniu i budowie myśliwca Convair F-102 Delta Dagger. Jedyny wybudowany egzemplarz można do dziś oglądać w National Museum of the United States Air Force.

## Konstrukcja
XF-92A był jednomiejscowym, wolnonośnym średniopłatem o konstrukcji metalowej. Skrzydło typu delta o skosie wynoszącym 60° i krawędzi spływu prostopadłym do kadłuba. Jako że XF-92A nie posiadał osobnego usterzenia poziomego jego funkcje spełniały sterolotki umieszczone na krawędzi spływu skrzydła. Usterzenie pionowe o trójkątnym kształcie i powierzchni niewiele mniejszej niż jeden z płatów skrzydła. Początkowo samolot napędzany był silnikiem Allison J33-A-23 o ciągu 20,5 kN zmienionym w 1951 roku na mocniejszy silnik Allison J33-A-29 z dopalaczem umożliwiającym chwilowe zwiększenie ciągu do 36,5 kN. Wlot powietrza do silnika znajdował się w dziobie samolotu. Podwozie trójzespołowe chowane: przednie jednokołowe – do wnęki w kadłubie; główne, również jednokołowe – do wnęk w skrzydłach.